# Мехмед III Ґерай
Мехме́д III Ґера́й (крим. III Mehmed Geray, ۳محمد گراى‎; 1584–1629) — кримський хан у 1623–1628 роках з династії Ґераїв, займав трон між двома правліннями Джанібека Ґерая. Син Саадета II Ґерая, онук Мехмеда II Ґерая, правнук Девлета I Ґерая, брат калги Шагін-Ґерая.
Народився в сім'ї, яка жила у вигнанні в Кумикії й Астрахані, а в 1593 році повернулася до Криму. 1596 року пішов з Селяметом Ґераєм до Османської імперії, де разом з ним перебував серед повстанців Кара-Язиджі і потім провів 7 років в ув'язненні в Стамбулі. У 1608 р. призначений калгою при Селяметі I, але після конфлікту з ним знайшов притулок у Буджаку.
У 1614 р. знов потрапив у османську в'язницю, 1618 р. втік з неї до Криму, був схоплений османами в Кафі і ув'язнений на острові Родос.
У 1623 р. за сприяння друга-візира отримав ханський сан. Прийшовши до влади, почав здійснювати дуже радикальну і сміливу політичну реформу. Оскільки країну протягом багатьох років роздирали усобиці беїв, увів єдиновладне правління за султанським зразком. Його брат і калга Шахін Ґерай з відома хана пішов ще далі, виступивши проти османського втручання в справи Криму і організувавши оборону проти спроби османів повалити Мехмеда III, коли в 1624 р. османи зробили спробу повернути на престол Джанібека Ґерая, але програли в битві при Сари-Су (Жовта Вода).
Хан набув великої популярності в народі завдяки тому, що категорично відмовив султанові у військовій допомозі у перській кампанії. Прагнучи досягти незалежності Кримського ханства від Османської імперії, калга Шахін Ґерай почав активну діяльність з укладення антиосманського союзу з Річчю Посполитою, що привело до підписання договору про союз з українськими козаками. Одночасно йшла робота на Сході з підпорядкування Криму Малої і Великої Ногайських Орд. Були встановлені зв'язки з головним ворогом Османської імперії — Персією.
Мехмед III був у ворожих відносинах з Мансурами. Цю напруженість в своїх інтересах використовував султан. Вона призвела до озброєного зіткнення з очільником ногайців Кан-Темиром і облоги хана у фортеці Кирк-Єр в 1628 році. Облога була знята союзними козаками, які разом з Мехмедом III і Шахіном Ґераямі попрямували потім до Кафи, щоб протистояти черговій спробі султана воцарити Джанібека Ґерая. Кампанія закінчилася невдало через перехід командирів війська на сторону нового хана. Брати втекли у Запоріжжя, звідки на чолі об'єднаної кримсько-козацької армії двічі намагалися прорватися до Криму, але не мали успіху через суперечності в козацькому середовищі. В останньому з цих двох походів Мехмед III загинув від рук козаків за спробу здатися Джанібеку Ґераю, а Шахін Ґерай пішов після цього до Персії.
Похований в Бахчисараї, в дюрбе Трьох ханів.